# Mitchell Paulissen
Mitchell Paulissen (21 aprile 1993) è un calciatore olandese, centrocampista del Lee Man.

## Carriera
Ha esordito in Eredivisie con il Roda JC nella stagione 2011-2012.

## Palmarès

### Club

#### Competizioni nazionali
- Eerste Divisie: 1

Cambuur: 2020-2021